# Cantonul Vincennes-Est
Cantonul Vincennes-Est este un canton din arondismentul Nogent-sur-Marne, departamentul Val-de-Marne, regiunea Île-de-France, Franța.

## Comune
| Comune                     | Populație (1999) | Cod poștal | Cod INSEE |
| -------------------------- | ---------------- | ---------- | --------- |
| Vincennes, commune entière | 43 595           | 94 300     | 94 080    |